# Suze Youance
Suze Youance, née le 11 août 1970 en Haïti, est une ingénieure civile, chargée de cours, animatrice de télévision et femme politique québécoise d’origine haïtienne, arrivée au Canada en 2006, 
Elle est sénatrice canadienne de la division sénatoriale de Lauzon depuis le 25 septembre 2024.

## Biographie
Née le 11 août 1970 en Haïti, Suze Youance obtient un diplôme en ingénierie civile de l'Université d'État d'Haïti en 1995. Elle complète une maîtrise en 2010 et un doctorat en 2015 en génie de la construction à l'École de technologie supérieure de Montréal. Elle est membre de l'Ordre des ingénieurs du Québec,.

## Carrière professionnelle
Elle commence sa carrière à titre d'ingénieure dans une unité d'appui au programme de coopération canadienne en Haïti. Elle y travaille pendant onze ans, en y fournissant son expertise dans les domaines de l’environnement et des infrastructures.
En 2006, elle arrive au Canada où elle poursuit ses études universitaires et travaille comme auxiliaire d'enseignement à partir de 2008 et comme chargée de cours à partir de 2015,.
De février 2018 à juillet 2020, elle anime sur le Canal Savoir (devenu Savoir média en 2019),,.
Ingénieure-conceptrice pour la firme de génie-conseil québécoise CIMA+ de novembre 2021 à juin 2023, elle devient chargée de projet en structures pour FNX-INNOV, une société d'ingénierie de Montréal en août 2023,.

## Sénatrice
Le 25 septembre 2024, elle est nommée au Sénat du Canada par la gouverneure générale Mary Simon sur recommandation du premier ministre Justin Trudeau afin de combler le siège vacant de la division sénatoriale de Lauzon au Québec.